# Microsoft Macro Assembler
El Microsoft Macro Assembler (amb acrònim anglès MASM) és un assemblador x86 que utilitza la sintaxi Intel per a MS-DOS i Microsoft Windows. A partir de MASM 8.0, hi ha dues versions de l'assemblador: una per a fonts d'assemblatge de 16 i 32 bits, i una altra (ML64) només per a fonts de 64 bits.
MASM és mantingut per Microsoft, però des de la versió 6.12 no s'ha venut com a producte separat. En canvi, es subministra amb diversos SDK de Microsoft i compiladors C. Les versions recents de MASM s'inclouen amb Microsoft Visual Studio.
Les aplicacions notables escrites a MASM són RollerCoaster Tycoon, que es va escriure en un 99% a MASM.
Les primeres versions de MASM generaven mòduls d'objectes utilitzant el format OMF, que s'utilitzava per crear binaris per a MS-DOS o OS/2.
Des de la versió 6.1, MASM és capaç de produir mòduls d'objectes en el format Portable Executable (PE/COFF). PE/COFF és compatible amb els compiladors C recents de Microsoft, i els mòduls d'objectes produïts per MASM o el compilador C es poden barrejar i enllaçar rutinàriament a binaris Win32 i Win64.
Alguns altres assembladors poden muntar la majoria de codi escrit per a MASM, amb l'excepció de macros més complexes.
- Turbo Assembler (TASM) desenvolupat per Borland, més tard propietat d'Embarcadero, actualitzat per última vegada el 2002, però encara es subministra amb C++Builder i RAD Studio.
- JWasm Macro Assembler, amb llicència sota el Sybase Open Watcom EULA. Última actualització el 2014.
- Macro Assembler de Pelle, un component de Pelles C Arxivat 2020-02-29 a Wayback Machine.
- UASM és un assemblador gratuït compatible amb MASM basat en JWasm.
- ASMC és un assemblador gratuït compatible amb MASM basat en JWasm.